# گلیمر
گلیمر (زادهٔ ۴۸۰ – درگذشتهٔ ۵۵۳) پادشاه وندال‌ها و آلان‌ها از ۵۳۰ تا ۵۳۴ و آخرین فرمانروای پادشاهی وندال‌ها در شمال آفریقا بود.

## رسیدن به قدرت
گلیمر که همچون بیشتر وندال‌ها فردی آریان‌مذهب بود در سال ۵۳۰ میلادی علیه عموزادهٔ خود هیلدریک، پادشاه وقت وندال‌ها که تمایلات کاتولیکی داشت و باعث خشم نجبای وندال شده‌بود شورید. او هیلدریک را از قدرت برکنار و زندانی ساخت و خود به‌عنوان پادشاه جدید وندال‌ها و آلان‌ها در همان سال بر تخت نشست.
ژوستینین یکم، امپراتور وقت بیزانس که روابط دوستانه‌ای با هیلدریک داشت به این رفتار گلیمر اعتراض کرده و خواهان بازگشت هیلدریک به قدرت شد. بی‌اعتنایی گلیمر به این درخواست خشم ژوستینین را برانگیخت و دیری نپایید که او - در ظاهر برای بازگرداندن هیلدریک به قدرت - علیه وندال‌ها اعلان جنگ نمود.

## جنگ با امپراتوری بیزانس
ژوستینین در ژوئن ۵۳۳ لشکری را به فرماندهی بلیساریوس به‌سوی سرزمین وندال‌ها روانه ساخت که این سپاه در اوایل ماه سپتامبر به آفریقا رسید. همزمان در ساردینیا که بخشی از قلمرو وندال‌ها را تشکیل می‌داد، گوداس، فرماندار ویزیگوت‌تبار آنجا علیه گلیمر سر به شورش برداشته خود را حاکم ساردینیا خواند و با ژوستینین ارتباط برقرار نمود. گلیمر در مقابل، ارتش عظیمی متشکل از بیشتر نیروهای حاضر در آفریقا را به فرماندهی برادرش تزازو به ساردینیا فرستاد تا این شورش را سرکوب نماید. در نتیجه بلیساریوس تقریباً بدون هیچ مقاومتی توانست در آفریقا پیاده شود.
بلیساریوس سپس ارتشش را به‌سرعت به‌سوی کارتاژ حرکت داد و سرانجام در ۱۳ سپتامبر با نیروهای گلیمر در اد دسیموم در ۱۰ مایلی کارتاژ روبه‌رو شد. علی‌رغم آنکه شمار سربازان وندال ۱۱ هزار نفر و کمتر از سپاه ۱۷ هزار نفری بیزانس بود، اما نبرد به‌طور مساوی پیش می‌رفت تا آنکه آماتاس، برادر گلیمر کشته‌شد. این اتفاق سبب شد تا گلیمر از میدان نبرد بگریزد. بلیساریوس در ۱۴ سپتامبر وارد کارتاژ شد اما نتوانست هیلدریک را نجات دهد زیرا او پیشتر به‌فرمان گلیمر، پس از اطلاع از پیاده‌شدن ارتش امپراتوری در آفریقا، به‌قتل رسیده‌بود.
با بازگشت تزازو از ساردینیا، گلیمر که توانسته بود از تعقیب رومیان بگریزد بار دیگر ارتش وندال‌ها را آمادهٔ رویارویی با بلیساریوس ساخت. دو سپاه در دسامبر ۵۳۳ و این بار در تیکامرون، در حدود ۲۰ مایلی کارتاژ با یکدیگر روبه‌رو شدند. علی‌رغم مقاومت سرسختانهٔ هر دو طرف در نهایت ارتش وندال‌ها تار و مار شد. گلیمر بار دیگر از میدان نبرد گریخت و در کوه پاپوا در نزدیکی مرز نومیدیه پناه گرفت. اما دیری نپایید که نیروهای بیزانسی به فرماندهی فاراس او را محاصره کردند. بنا بر نوشته‌های پروکوپیوس، هنگامی که از گلیمر خواسته‌شد تا خود را تسلیم نماید او در مقابل از فاراس خواست تا به او قرصی نان، اسفنج و یک چنگ بدهد تا گذراندن زمستان در کوهستان برایش قابل تحمل‌تر باشد.

## برکناری از قدرت و مرگ
سرانجام در مارس سال ۵۳۴ میلادی، گلیمر که دیگر امیدی به بازگشت به قدرت نداشت خود را تسلیم بلیساریوس کرد و پیشنهاد رومیان برای دریافت املاکی وسیع در گالاتیا را پذیرفت. او باقی عمرش را در آنجا گذراند و در سال ۵۵۳ میلادی درگذشت.